# China Taipéi en los Juegos Olímpicos de Tokio 2020
China Taipéi estuvo representada en los Juegos Olímpicos de Tokio 2020 por un total de 68 deportistas, 35 mujeres y 33 hombres, que compitieron en 18 deportes.
Los portadores de la bandera en la ceremonia de apertura fueron el tenista Lu Yen-Hsun y la halterófila Kuo Hsing-Chun.

## Medallistas
El equipo olímpico obtuvo las siguientes medallas:
| Nombre                                     | Deporte            | Competición         |
| ------------------------------------------ | ------------------ | ------------------- |
| Oro                                        |                    |                     |
| Lee Yang Wang Chi-Lin                      | Bádminton          | Dobles M            |
| Kuo Hsing-Chun                             | Halterofilia       | 59 kg F             |
| Plata                                      |                    |                     |
| Tai Tzu-Ying                               | Bádminton          | Individual F        |
| Lee Chih-Kai                               | Gimnasia artística | Caballo con arcos M |
| Yang Yung-Wei                              | Judo               | –60 kg M            |
| Deng Yu-Cheng Tang Chih-Chun Wei Chun-Heng | Tiro con arco      | Equipo M            |
| Bronce                                     |                    |                     |
| Huang Hsiao-Wen                            | Boxeo              | Mosca (48–51 kg) F  |
| Pan Cheng-Tsung                            | Golf               | Individual M        |
| Chen Wen-Huei                              | Halterofilia       | 64 kg F             |
| Wen Tzu-Yun                                | Karate             | 55 kg F             |
| Lo Chia-Ling                               | Taekwondo          | –57 kg F            |
| Lin Yun-Ju Cheng I-Ching                   | Tenis de mesa      | Dobless mixto       |